# Sanhoane (Mogadouro)
Sanhoane é uma povoação portuguesa do Município de Mogadouro que foi sede da extinta Freguesia de Sanhoane, freguesia que tinha 12,68 km² de área e 126 habitantes (2011), e, por isso, uma densidade populacional de 9,9 hab/km².
A Freguesia de Sanhoane foi extinta (agregada) pela reorganização administrativa de 2012/2013, tendo o seu território sido agregado ao das Freguesias de Castanheira e Brunhozinho para criar a Freguesia de Brunhozinho, Castanheira e Sanhoane com sede em Sanhoane.

## População
| Totais e grupos etários | Totais e grupos etários | Totais e grupos etários | Totais e grupos etários | Totais e grupos etários | Totais e grupos etários | Totais e grupos etários | Totais e grupos etários | Totais e grupos etários | Totais e grupos etários | Totais e grupos etários | Totais e grupos etários | Totais e grupos etários | Totais e grupos etários | Totais e grupos etários | Totais e grupos etários |
| ----------------------- | ----------------------- | ----------------------- | ----------------------- | ----------------------- | ----------------------- | ----------------------- | ----------------------- | ----------------------- | ----------------------- | ----------------------- | ----------------------- | ----------------------- | ----------------------- | ----------------------- | ----------------------- |
|                         | 1864                    | 1878                    | 1890                    | 1900                    | 1911                    | 1920                    | 1930                    | 1940                    | 1950                    | 1960                    | 1970                    | 1981                    | 1991                    | 2001                    | 2011                    |
|                         | 277                     | 244                     | 262                     | 275                     | 287                     | 281                     | 266                     | 365                     | 329                     | 346                     | 258                     | 258                     | 179                     | 149                     | 126                     |
| i)                      |                         |                         |                         |                         |                         |                         |                         |                         |                         |                         |                         |                         |                         | 12                      | 8                       |
| ii)                     |                         |                         |                         |                         |                         |                         |                         |                         |                         |                         |                         |                         |                         | 15                      | 8                       |
| iii)                    |                         |                         |                         |                         |                         |                         |                         |                         |                         |                         |                         |                         |                         | 78                      | 58                      |
| iv)                     |                         |                         |                         |                         |                         |                         |                         |                         |                         |                         |                         |                         |                         | 44                      | 52                      |

```
i)
 0 aos 14 anos;
 ii)
 15 aos 24 anos; 
iii)
 25 aos 64 anos; 
iv)
 65 e mais anos	
```

## Geografia
Sanhoane tinha uma extensão de 1268 hectares. Situada no centro do planalto mirandês, mais propriamente nas faldas de maior elevação do maciço montanhoso denominado por Serra de Mogadouro, dista 15 quilómetros da sede do município. A paisagem é geralmente plana, no entanto, existe um ponto elevado digno de ser mencionado: o Castelico, o ponto mais elevado desta antiga freguesia e donde se vislumbra um vasto horizonte, entrando pela Espanha dentro.
A antiga freguesia de Sanhoane fazia fronteira com Saldanha (Mogadouro) a norte, com Castanheira (Mogadouro) a noroeste, com Travanca (Mogadouro) a nordeste, com Penas Roias a sudoeste, com Brunhozinho a sudeste e com Tó a sul.
A lagoa da Fonte da Pedra, de grande dimensão, fica situada num pequeno vale e é atravessada pela estrada que serve esta antiga freguesia, onde se pratica a pesca e é um lugar convidativo para recreio e lazer, podendo saborear junto dela uma boa merenda debaixo das frondosas árvores que a circundam.

## História
A toponímia transporta-nos para idades recuadas da vida em Sanhoane, Castrogelo, o primitivo povoado, mostra-nos ainda grandes vestígios dessa existência como: pedras de moinhos manuais, peças de cerâmica e metal, estelas funerárias de origem romana.
O curioso nome desta antiga freguesia parece ser derivado do seu Padroeiro, São João. Com efeito, até ao século XV, era muito usual identificar-se com a denominação de San Oane, Sago Ane ou San One, nome que com o decorrer dos séculos ou com a facilidade da linguagem viria a dar em Sanhoane.
Até ao século XIX, Sanhoane pertenceu ao Concelho de Penas Roias. Para além de Sanhoane, também faziam parte as aldeias de Castanheira (Mogadouro), São Martinho do Peso, Macedo do Peso, Peso, Vilariça, Variz, Viduedo e Sampaio. Em 1801 o concelho tinha 1560 habitantes
A 22 de Maio de 1938 foi aberto o troço entre a sede de Município, Mogadouro e Duas Igrejas (Miranda do Douro), no Município de Miranda do Douro. No troço, dentro da Linha do Sabor, existia uma paragem perto da aldeia de Sanhoane (Apeadeiro de Sanhoane). A 1 de Agosto de 1988 a Linha foi encerrada e o apeadeiro foi desativado. 

## Património e Turismo
Esta antiga freguesia tem um pequeno património cultural e edificado mas digno de ser visitado como:
- Igreja Matriz de Sanhoane, apenas com uma nave sustentada por três arcos românicos e três altares com belas imagens.
- Capela de Santo Amaro (Sanhoane) – grande templo apenas com um altar e dois painéis onde nos relatam uma lenda relacionada com o milagroso santo e um membro dos Távoras, fidalgo da Quinta de Nogueira, próxima de Mogadouro, que tentou raptá-lo para a capela da sua quinta, só que o milagroso Santo fez com que o cavalo onde seguia partisse uma perna e o seu dono recorreu ao Santo e prometeu-lhe que se melhorasse o animal o colocaria novamente no seu altar e mandaria ampliar o templo. E tudo assim aconteceu. Este grandioso templo tem ainda um espaço envolvente cercado por um muro granítico onde está inserida a Casa dos Milagres para pagamento das promessas referentes ao milagroso Santo.
- Pombais em grande número, característicos desta zona.
- Fonte de mergulho preservada e mamoas.

## Artesanato
Tecelagem, tapetes de lã, colchas de renda e cestaria em vime.

## Gastronomia
Enchidos, presunto, folar da Páscoa, cascas com bulho, posta mirandesa.

## Festas e romarias
- Santo Amaro - 15 de Janeiro (dia do próprio santo)
- Santo Amaro - 3º domingo de Julho (tradicionalmente celebrava-se no 3º domingo de Junho, até ao ano de 2006)
- Santa Bárbara - 1º fim-de-semana de Setembro - sábado
- São João - 24 de Junho

## Colectividades
- Associação Cultural e Recreativa
- Associação de Caçadores
- Associação de Agricultores
- Associação SonharSanhoane

## Acessos

#### Ferroviário
- Linha do Sabor (extinta)

#### Rodoviário
- IC5
  - Pópulo (Alijó) - Carrazeda de Ansiães - Vila Flor - IP2 - Alfândega da Fé - Mogadouro - Sanhoane - Bemposta (Mogadouro) - Duas Igrejas (Miranda do Douro)
- EN221
  - Guarda - Pinhel - Figueira Castelo Rodrigo - Freixo de Espada á Cinta - Mogadouro - Sanhoane - Miranda do Douro
- CM1163
  - IC5/EN221 - Sanhoane - EM600-1